# Zieliniec
Zieliniec (prononciation : [ʑeˈliɲet͡s]) est un village polonais de la gmina de Kołaczkowo dans le powiat de Września de la voïvodie de Grande-Pologne dans le centre-ouest de la Pologne.
Il se situe à environ 4 kilomètres au nord de Kołaczkowo (siège de la gmina), à 11 kilomètres au sud-est de Września (siège du powiat) et à 53 kilomètres à l'est de Poznań (capitale régionale).
Le village possédait une population de 472 habitants en 2009.

## Histoire
De 1975 à 1998, le village faisait partie du territoire de la voïvodie de Poznań.

Depuis 1999, Zieliniec est situé dans la voïvodie de Grande-Pologne.